# Quonochontaug (Rhode Island)
Quonochontaug es una pequeña localidad compuesta por tres pequeñas playas locales en Charlestown, Condado de Washington, Rhode Island. Localizado entre dos estanques de sal, Ninigret Pond y Quonochontaug Pond, y sus respectivas playas, las comunidades de West Beach, Central Beach y East Beach. La villa recibe a cientos de residentes que pasan el verano, la mayoría de los residentes son amantes de los deportes extremos. Fue una zona concurrida y con pequeños hoteles a la moda y casas costeras del siglo XIX, continuaron allí hasta la llegada del gran huracán de 1938. Es considerado por muchos como uno de los mejores sitios del mundo. Blue Shutters Beach está al final de East Beach Road en Quonochontaug. Al oeste de Blue Shutters, una carretera pavimentada dirige hacia la entrada de Ninigret Wildlife Refuge.